# 青龙站 (平壤市)
青龙站（韓語：청룡역）是朝鮮民主主義人民共和國平壤寺洞区域的一個鐵路車站，属于平德线和明堂线。

## 邻近车站
平德线
美林站 - 青龙站 - 立石里站
明堂线
青龙站 - 梨岘站